# Детское Евровидение — 2016
Детский конкурс песни Евровидение 2016 (англ. Junior Eurovision Song Contest 2016, мальт. Festival tal-Eurovision taż-Żgħar 2016) — 14-й детский конкурс песни Евровидение, который прошёл в Валлетте, столице Мальты. Финал конкурса состоялся 20 ноября 2016 года. Мальта во второй раз приняла конкурс (первый раз — в 2014 году). 17 стран приняло участие в 2016 году.
Победителем стала Мариам Мамадашвили из Грузии с песней «Мзео» («Солнце»).

## Место проведения
13 апреля 2016 года Европейский вещательный союз объявил на официальном сайте конкурса, что Мальта примет у себя четырнадцатый конкурс детской песни «Евровидение» .
22 апреля 2016 года национальный вещатель PBS объявил, что конкурс пройдет на сцене «Средиземноморского Конференц-Центра».
Мальта уже проводила у себя «Детское Евровидение». В 2014 года на сцене судостроительного завода «Мальта Шипбилдинг» в мальтийском городе Марса прошел финал «Детского Евровидения 2014». Также в 2017 году Мальта примет у себя пятнадцатый конкурс танцев «Евровидение для молодых танцоров».

## Формат

### Изменения в правилах
Изменения коснулись и на возрастное ограничение участников, теперь он будет составлять с 9 до 14 лет (ранее с 10 до 15 лет).

С 2016 года конкурс будет проходить не вечером, а днём. Такое решение было принято из-за того, что позднее время не совсем подходит для детского конкурса. Трансляция конкурса начнётся с 16:00 до 18:00 (CET).
Каждый участник будет иметь своего наставника для успешного выступления в конкурсе. В течение недели участники будут обучаться своими наставниками из прошлых участников «Детского Евровидения».

### Супервайзер
2 декабря 2015 года Европейский вещательный союз уволил Владислава Яковлева с поста супервайзера конкурса, который он возглавлял с 2013 года. Его место занял Йон Ула Санн, который является супервайзером «взрослого» Евровидения с 2011 года.

### Голосование
На пресс-конференции «Большой пятерки» и Детского Евровидения было объявлено об изменении в системе голосования. Было решено исключить телезрительское голосование из конкурса. Решение в голосовании будут принимать национальное жюри и детское национальное жюри (50 %/50%). 13 июля 2016 года объявили новые детали голосования. Баллы национального жюри будут отображаться на экране, а баллы детского жюри будут объявлены глашатаем. 3 ноября 2016 Европейский вещательный союз и организаторы «Детского Евровидения» раскрыли подробные детали голосования. Баллы от детского жюри и национального жюри будут комбинированы и эти баллы объявят глашатаем. Помимо этого свои баллы (от 1 до 12 б.) объявят экспертные судьи, состоящее из трёх человек:
- Мадс Гримстад ( Дания)
- Кристер Бьоркман ( Швеция)
- Jedward ( Ирландия)[13]

### Церемония открытия
Церемония открытия и жеребьёвка участников состоялись 14 ноября 2016 года в Театре Маноэль, который находится в Валлетте. Страна-хозяйка Мальта выбрала в начале, чтобы определить порядковый номер выступления. Остальные участники выбрали в какой части шоу выступать, потом организаторы определят окончательный порядок выступления.

### Ведущие
27 октября 2016 стало известно имена ведущих «Детского Евровидения — 2016»: Бен Камиль и Валери Велла. Впервые с 2013 года шоу будут вести два ведущих. Бен Камиль — известный мальтийский телеведущий и актёр. Валери Велла — известная телеведущая на канале TVM. Она также была глашатаем на «Евровидении» и комментатором.

### Интервал-акты
В интервал-актах конкурса выступили победительница прошлогоднего конкурса Дестини Чукуньере, исполнившая песни «Fast Life (Ladidadi)» и «Not My Soul», болгарская поп-певица, дважды представлявшая страну на «Евровидении», Поли Генова с песней «If Love Was a Crime», и также дважды представлявший Ирландию на «Евровидении» дуэт Jedward с песней «Hologram».
- Поли Генова
- Jedward
- Дестини Чукуньере

## Визуальный дизайн конкурса

### Логотип и слоган
13 мая 2016 года на пресс-конференции Детского Евровидения был представлен слоган детского песенного конкурса Евровидение 2016 «Embrace» (рус. Обнимайся), а также логотип. Логотип заключает основные ценности конкурса: единение, разнообразие, креативность и уважение.

### Открытки
15 ноября 2016 года начались съёмки видео открыток стран-участниц, которые будут показаны до выступление участников. Съёмки прошли в различных местах Мальты с участниками и школьниками Мальтийских школ.

## Участники
В конкурсе приняло участие 17 стран.
| №  | Страна                  | Артист                        | Песня                    | Перевод                          | Язык(и)                   | Взрослое жюри | Детское жюри | Эксперты | Место | Баллы |
| -- | ----------------------- | ----------------------------- | ------------------------ | -------------------------------- | ------------------------- | ------------- | ------------ | -------- | ----- | ----- |
| 01 | Ирландия                | Зена Доннелли                 | «Bríce Ar Bhríce»        | «Кирпичик за кирпичиком»         | ирландский                | 56            | 57           | 9        | 10    | 122   |
| 02 | Армения                 | Анаит Адамян и Мери Верданян  | «Tarber»                 | «Разные»                         | армянский, английский     | 99            | 110          | 23       | 2     | 232   |
| 03 | Албания                 | Клеста Кехая                  | «Besoj»                  | «Я верю»                         | албанский, английский     | 23            | 13           | 2        | 13    | 38    |
| 04 | Россия                  | The Water of Life Project     | «Water Of Life»          | «Живая вода»                     | русский, английский       | 68            | 105          | 29       | 4     | 202   |
| 05 | Мальта (страна-хозяйка) | Кристина Магрин               | «Parachute»              | «Парашют»                        | английский                | 80            | 105          | 6        | 6     | 191   |
| 06 | Болгария                | Лидия Ганева                  | «Вълшебен ден»           | «Волшебный день»                 | болгарский, английский    | 78            | 68           | 15       | 9     | 161   |
| 07 | Македония               | Мартия Станойкович            | «Love will Lead the Way» | «Любовь будет следовать впереди» | македонский,английский    | 17            | 24           | 0        | 12    | 41    |
| 08 | Польша                  | Оливия Вечорек                | «Nie Zapomnij»           | «Не забудь»                      | польский,английский       | 21            | 36           | 3        | 11    | 60    |
| 09 | Беларусь                | Александр Минёнок             | «Music Is My Only Way»   | «Музыка моих побед»              | русский, английский       | 92            | 65           | 20       | 7     | 177   |
| 10 | Украина                 | София Роль                    | «Planet Craves For Love» | «Планета жаждет любви»           | украинский, английский    | 18            | 12           | 0        | 14    | 30    |
| 11 | Италия                  | Фиамма Бочча                  | «Cara Mamma»             | «Дорогая Мама»                   | итальянский, английский   | 84            | 103          | 22       | 3     | 209   |
| 12 | Сербия                  | Дуня Джелисич                 | «U La La La»             | «У ла-ла-ла»                     | сербский                  | 5             | 9            | 0        | 17    | 14    |
| 13 | Израиль                 | Шира Фриман и Тимоти Санников | «Follow My Heart»        | «Следуй за моим сердцем»         | иврит, английский         | 6             | 20           | 1        | 15    | 27    |
| 14 | Австралия               | Алекса Кертис                 | «We Are»                 | «Мы»                             | английский                | 86            | 99           | 17       | 5     | 202   |
| 15 | Нидерланды              | «Kisses»                      | «Kisses and Dancin'»     | «Поцелуи и танцы»                | нидерландский, английский | 94            | 65           | 15       | 8     | 175   |
| 16 | Кипр                    | Георгос Михаилидис            | «Dance Floor»            | «Танцпол»                        | греческий, английский     | 15            | 12           | 0        | 16    | 27    |
| 17 | Грузия                  | Мариам Мамадашвили            | «Mzeo»                   | «Солнце»                         | грузинский                | 144           | 83           | 12       | 1     | 239   |

### Фотогалерея
- Зена Доннелли (Ирландия)
- Анаит Адамян и Мери Верданян (Армения)
- Клеста Кехая (Албания)
- The Water of Life Project (Россия)
- Кристина Магрин (Мальта)
- Лидия Ганева (Болгария)
- Мартия Станойкович (Македония)
- Оливия Вечорек (Польша)
- Александр Минёнок (Беларусь)
- София Роль (Украина)
- Фиамма Бочча (Италия)
- Дуня Джелисич (Сербия)
- Шир и Тим (Израиль)
- Алекса Кёртис (Австралия)
- «Kisses» (Нидерланды)
- Георгос Михаилидис (Кипр)
- Мариам Мамадашвили (Грузия)

## Результаты
| Раздельные результаты голосования | Раздельные результаты голосования | Раздельные результаты голосования | Раздельные результаты голосования | Раздельные результаты голосования | Раздельные результаты голосования | Раздельные результаты голосования |
| Место                             | Взрослое жюри                     | Баллы                             | Детское жюри                      | Баллы                             | Эксперты                          | Баллы                             |
| --------------------------------- | --------------------------------- | --------------------------------- | --------------------------------- | --------------------------------- | --------------------------------- | --------------------------------- |
| 1                                 | Грузия                            | 144                               | Армения                           | 110                               | Россия                            | 29                                |
| 2                                 | Армения                           | 99                                | Россия                            | 105                               | Армения                           | 23                                |
| 3                                 | Нидерланды                        | 94                                | Мальта                            | 105                               | Италия                            | 22                                |
| 4                                 | Беларусь                          | 92                                | Италия                            | 103                               | Беларусь                          | 20                                |
| 5                                 | Австралия                         | 86                                | Австралия                         | 99                                | Австралия                         | 17                                |
| 6                                 | Италия                            | 84                                | Грузия                            | 83                                | Нидерланды                        | 15                                |
| 7                                 | Мальта                            | 80                                | Болгария                          | 68                                | Болгария                          | 15                                |
| 8                                 | Болгария                          | 78                                | Нидерланды                        | 65                                | Грузия                            | 12                                |
| 9                                 | Россия                            | 68                                | Беларусь                          | 65                                | Ирландия                          | 9                                 |
| 10                                | Ирландия                          | 56                                | Ирландия                          | 57                                | Мальта                            | 6                                 |
| 11                                | Албания                           | 23                                | Польша                            | 36                                | Польша                            | 3                                 |
| 12                                | Польша                            | 21                                | Северная Македония                | 24                                | Албания                           | 2                                 |
| 13                                | Украина                           | 18                                | Израиль                           | 20                                | Израиль                           | 1                                 |
| 14                                | Северная Македония                | 17                                | Албания                           | 13                                | Северная Македония                | 0                                 |
| 15                                | Кипр                              | 15                                | Кипр                              | 12                                | Украина                           | 0                                 |
| 16                                | Израиль                           | 6                                 | Украина                           | 12                                | Кипр                              | 0                                 |
| 17                                | Сербия                            | 5                                 | Сербия                            | 9                                 | Сербия                            | 0                                 |

| Взрослое жюри Детское жюри Экспертная панель | Взрослое жюри Детское жюри Экспертная панель | Результаты голосования | Результаты голосования | Результаты голосования | Результаты голосования | Результаты голосования | Результаты голосования | Результаты голосования | Результаты голосования | Результаты голосования | Результаты голосования | Результаты голосования | Результаты голосования | Результаты голосования | Результаты голосования | Результаты голосования | Результаты голосования | Результаты голосования | Результаты голосования | Результаты голосования | Результаты голосования | Результаты голосования |
| Взрослое жюри Детское жюри Экспертная панель | Взрослое жюри Детское жюри Экспертная панель | Всего                  | Ирландия               | Армения                | Албания                | Россия                 | Мальта                 | Болгария               | Македония              | Польша                 | Беларусь               | Украина                | Италия                 | Сербия                 | Израиль                | Австралия              | Нидерланды             | Кипр                   | Грузия                 | Бьоркман               | Гримстад               | Jedward                |
| Участники                                    | Ирландия                                     | 122                    |                        |                        | 1                      | 1                      | 12                     | 3                      |                        |                        |                        | 10                     | 12                     | 6                      |                        | 8                      |                        | 3                      |                        |                        | 4                      | 5                      |
| Участники                                    | Ирландия                                     | 122                    |                        |                        | 8                      | 1                      | 10                     |                        |                        | 7                      | 2                      | 7                      | 8                      |                        | 1                      | 6                      | 2                      | 5                      |                        |                        | 4                      | 5                      |
| Участники                                    | Армения                                      | 232                    | 4                      |                        |                        | 7                      | 10                     | 8                      | 10                     |                        | 10                     | 2                      |                        | 12                     | 10                     | 4                      | 7                      | 7                      | 8                      | 8                      | 5                      | 10                     |
| Участники                                    | Армения                                      | 232                    | 7                      |                        | 6                      | 10                     | 7                      | 12                     | 8                      |                        | 12                     | 5                      | 10                     | 10                     |                        | 5                      | 6                      | 4                      | 8                      | 8                      | 5                      | 10                     |
| Участники                                    | Албания                                      | 38                     |                        |                        |                        | 2                      | 4                      |                        |                        |                        | 2                      |                        | 5                      | 7                      |                        | 1                      |                        | 2                      |                        | 2                      |                        |                        |
| Участники                                    | Албания                                      | 38                     |                        | 4                      |                        |                        |                        |                        | 1                      | 4                      |                        | 1                      |                        |                        |                        | 2                      | 1                      |                        |                        | 2                      |                        |                        |
| Участники                                    | Россия                                       | 202                    | 7                      | 6                      | 4                      |                        |                        | 1                      | 8                      | 7                      | 7                      | 4                      | 2                      | 5                      | 5                      | 2                      | 3                      | 4                      | 3                      | 7                      | 10                     | 12                     |
| Участники                                    | Россия                                       | 202                    | 8                      | 3                      |                        |                        | 2                      | 10                     | 12                     | 6                      | 10                     | 8                      | 6                      | 12                     | 6                      |                        | 10                     | 3                      | 7                      | 7                      | 10                     | 12                     |
| Участники                                    | Мальта                                       | 191                    | 1                      | 4                      | 7                      | 3                      |                        | 5                      | 6                      | 1                      | 8                      | 5                      | 10                     |                        | 1                      | 12                     |                        | 10                     | 7                      |                        | 2                      | 4                      |
| Участники                                    | Мальта                                       | 191                    | 5                      | 6                      | 12                     | 8                      |                        | 5                      | 10                     | 10                     | 5                      | 3                      | 12                     | 4                      |                        | 10                     | 3                      | 7                      | 5                      |                        | 2                      | 4                      |
| Участники                                    | Болгария                                     | 161                    | 3                      | 8                      | 6                      |                        | 6                      |                        | 7                      | 12                     | 5                      | 3                      | 7                      | 1                      |                        | 7                      | 6                      | 1                      | 6                      | 6                      | 8                      | 1                      |
| Участники                                    | Болгария                                     | 161                    | 6                      | 5                      | 5                      | 3                      | 5                      |                        | 6                      | 1                      | 8                      | 2                      | 3                      | 3                      | 8                      | 3                      | 7                      | 3                      |                        | 6                      | 8                      | 1                      |
| Участники                                    | Македония                                    | 41                     |                        |                        | 2                      |                        | 2                      |                        |                        |                        |                        |                        | 1                      | 3                      | 2                      | 5                      | 2                      |                        |                        |                        |                        |                        |
| Участники                                    | Македония                                    | 41                     |                        |                        | 7                      |                        | 1                      |                        |                        | 2                      |                        |                        | 2                      |                        | 3                      |                        | 8                      |                        | 1                      |                        |                        |                        |
| Участники                                    | Польша                                       | 60                     |                        | 2                      |                        | 4                      | 1                      |                        | 2                      |                        | 1                      |                        | 6                      |                        | 4                      |                        |                        |                        | 1                      |                        |                        | 3                      |
| Участники                                    | Польша                                       | 60                     |                        | 12                     | 1                      |                        | 4                      | 2                      |                        |                        | 7                      |                        |                        |                        | 10                     |                        |                        |                        |                        |                        |                        | 3                      |
| Взрослое жюри Детское жюри Экспертная панель |                                              |                        |                        |                        |                        |                        |                        |                        |                        |                        |                        |                        |                        |                        |                        |                        |                        |                        |                        |                        |                        |                        |
| Всего                                        | Ирландия                                     | Армения                | Албания                | Россия                 | Мальта                 | Болгария               | Македония              | Польша                 | Беларусь               | Украина                | Италия                 | Сербия                 | Израиль                | Австралия              | Нидерланды             | Кипр                   | Грузия                 | Бьоркман               | Гримстад               | Jedward                |                        |                        |
| Участники                                    | Беларусь                                     | 177                    | 8                      | 7                      |                        | 12                     | 5                      | 10                     | 3                      | 5                      |                        |                        |                        |                        | 12                     | 10                     | 10                     | 8                      | 2                      | 12                     | 6                      | 2                      |
| Участники                                    | Беларусь                                     | 177                    |                        | 8                      |                        | 12                     |                        | 8                      |                        |                        |                        | 6                      | 5                      | 7                      | 5                      | 7                      |                        |                        | 7                      | 12                     | 6                      | 2                      |
| Участники                                    | Украина                                      | 30                     |                        | 3                      |                        |                        |                        | 2                      |                        | 4                      |                        |                        |                        |                        | 3                      |                        | 1                      |                        | 5                      |                        |                        |                        |
| Участники                                    | Украина                                      | 30                     |                        |                        |                        |                        | 3                      | 4                      |                        |                        | 4                      |                        |                        |                        |                        | 1                      |                        |                        |                        |                        |                        |                        |
| Участники                                    | Италия                                       | 209                    | 10                     | 1                      | 8                      | 5                      |                        | 6                      | 12                     | 6                      | 4                      | 6                      |                        | 2                      | 7                      |                        | 8                      | 5                      | 4                      | 10                     | 12                     |                        |
| Участники                                    | Италия                                       | 209                    | 10                     | 1                      | 10                     | 2                      | 12                     | 7                      | 7                      | 12                     | 6                      |                        |                        | 5                      | 7                      | 8                      | 4                      | 8                      | 4                      | 10                     | 12                     |                        |
| Участники                                    | Сербия                                       | 14                     |                        |                        |                        |                        |                        |                        | 5                      |                        |                        |                        |                        |                        |                        |                        |                        |                        |                        |                        |                        |                        |
| Участники                                    | Сербия                                       | 14                     |                        |                        |                        |                        |                        | 3                      | 3                      |                        |                        |                        | 1                      |                        |                        |                        |                        |                        | 2                      |                        |                        |                        |
| Участники                                    | Израиль                                      | 27                     |                        |                        | 3                      |                        |                        |                        |                        | 2                      |                        | 1                      |                        |                        |                        |                        |                        |                        |                        | 1                      |                        |                        |
| Участники                                    | Израиль                                      | 27                     | 1                      |                        | 3                      |                        |                        |                        |                        | 5                      |                        |                        | 4                      | 1                      |                        | 4                      |                        | 2                      |                        | 1                      |                        |                        |
| Участники                                    | Австралия                                    | 202                    | 5                      | 5                      | 10                     | 6                      | 8                      | 4                      | 1                      | 10                     | 6                      | 7                      | 8                      |                        |                        |                        | 4                      |                        | 12                     | 3                      | 7                      | 7                      |
| Участники                                    | Австралия                                    | 202                    | 12                     |                        | 2                      | 7                      | 8                      | 6                      | 2                      | 8                      | 1                      | 4                      | 7                      | 6                      | 4                      |                        | 12                     | 10                     | 10                     | 3                      | 7                      | 7                      |
| Участники                                    | Нидерланды                                   | 174                    | 6                      | 10                     | 5                      | 8                      | 7                      | 7                      | 4                      | 3                      | 3                      | 8                      | 4                      | 4                      | 6                      | 3                      |                        | 6                      | 10                     | 4                      | 3                      | 8                      |
| Участники                                    | Нидерланды                                   | 174                    | 4                      | 7                      |                        | 6                      | 6                      | 1                      | 4                      |                        |                        | 10                     |                        | 2                      | 12                     |                        |                        | 1                      | 12                     | 4                      | 3                      | 8                      |
| Участники                                    | Кипр                                         | 27                     | 2                      |                        |                        |                        |                        |                        |                        |                        |                        |                        |                        | 8                      |                        |                        | 5                      |                        |                        |                        |                        |                        |
| Участники                                    | Кипр                                         | 27                     | 2                      | 2                      |                        | 5                      |                        |                        |                        |                        |                        |                        |                        |                        |                        |                        |                        |                        | 3                      |                        |                        |                        |
| Участники                                    | Грузия                                       | 239                    | 12                     | 12                     | 12                     | 10                     | 3                      | 12                     |                        | 8                      | 12                     | 12                     | 3                      | 10                     | 8                      | 6                      | 12                     | 12                     |                        | 5                      | 1                      | 6                      |
| Участники                                    | Грузия                                       | 239                    | 3                      | 10                     | 4                      | 4                      |                        |                        | 5                      | 3                      | 3                      | 12                     |                        | 8                      | 2                      | 12                     | 5                      | 12                     |                        | 5                      | 1                      | 6                      |

### Количество высших оценок
Максимальные 12 баллов, данных от других стран, по каждой стране в финале:
| Оценки национального жюри в финале | Оценки национального жюри в финале | Оценки национального жюри в финале                                        |
| Кол-во                             | Получившая страна                  | Голосовавшая страна                                                       |
| ---------------------------------- | ---------------------------------- | ------------------------------------------------------------------------- |
| 8                                  | Грузия                             | Албания, Армения, Беларусь, Болгария, Ирландия, Кипр, Нидерланды, Украина |
| 2                                  | Ирландия                           | Италия, Мальта                                                            |
| 2                                  | Беларусь                           | Израиль, Россия                                                           |
| 1                                  | Италия                             | Северная Македония                                                        |
| 1                                  | Болгария                           | Польша                                                                    |
| 1                                  | Армения                            | Сербия                                                                    |
| 1                                  | Мальта                             | Австралия                                                                 |
| 1                                  | Австралия                          | Грузия                                                                    |

| Оценки детского жюри в финале | Оценки детского жюри в финале | Оценки детского жюри в финале |
| Кол-во                        | Получившая страна             | Голосовавшая страна           |
| ----------------------------- | ----------------------------- | ----------------------------- |
| 3                             | Грузия                        | Австралия, Кипр, Украина      |
| 2                             | Австралия                     | Ирландия, Нидерланды          |
| 2                             | Армения                       | Беларусь, Болгария            |
| 2                             | Италия                        | Мальта, Польша                |
| 2                             | Мальта                        | Албания, Италия               |
| 2                             | Нидерланды                    | Грузия, Израиль               |
| 2                             | Россия                        | Северная Македония, Сербия    |
| 1                             | Беларусь                      | Россия                        |
| 1                             | Польша                        | Армения                       |

## Национальные отборы
Открытые национальные отборы (с использованием телеголосования) были обязательны для всех стран-участниц, однако с 2014 года было убрано условие об обязательности проведения открытых национальный отборов, и в связи с этим многие страны перешли на внутренние отборы.
Свои открытые отборы провели следующие страны:
| Страна     | Дата        | Отбор                                                                                 | Вещатель | Информация |
| ---------- | ----------- | ------------------------------------------------------------------------------------- | -------- | --- |
| Австралия  | 29 сентября | Внутренний                                                                            | SBS      | 29 сентября национальный вещатель Австралии SBS представил победительницу проекта «The Voice Kids» Алексу Кертис. |
| Албания    | 1 июня      | Festivali i 52 i Kenges Per Femijeve «Eurovision na pret»                             | RTSH     | Приём заявок для участия в отборе продлился до 15 апреля. Полуфиналы отбора состоялись 30 и 31 мая, а финал — 1 июня. Всего в финале участвовал 14 финалистов, где победу одержала Клеста Кехая. |
| Армения    | 10 августа  | Внутренний                                                                            | ОТА      | Армянское телевидение внутренним отбором выбрало и представило дуэт: Анаит Адамян и Мэри Варданян. 18 октября была презентована песня «Tarber». |
| Беларусь   | 26 августа  | Песня для Детского Евровидения-2016                                                   | БТРК     | Белорусская телерадиокомпания официально объявила о начале к подготовке национальному отбору. Последний день отправки заявки 17 июня. Финал национального отбора намечен не позднее 16 сентября. 27 мая БТРК объявил имена 10 финалистов. На отборочном туре было прослушано 45 заявок. |
| Болгария   | 11 июня     | «Detsata na Bŭlgariya sa super»                                                       | БНТ      | Болгарское национальное телевидение отбирало претендентов в возрасте с 10 до 15 лет, проведя конкурс «Децата на България са супер» состоящее из 10 шоу. Первое из них прошло 1 июня, финал состоялся 11 июня. 17 мая БНТ представила участников национального отбора и займет первое место в жюри. 11 июня в национальном отборе победила Лидия Ганева. 14 сентября состоялась презентация песни. 2 октября вышла полная версия песни «Вълшебен ден».              |
| Грузия     | 30 сентября | Национальный                                                                          | GBP      | С 30 августа 2016 года национальный вещатель Грузии начал прием заявок, который закроется 25 сентября. Профессиональное жюри выбрали Мариам Мамадашвили из присланных заявок для участия. 24 октября было презентована конкурсная песня «Mzeo». |
| Израиль    | 25 октября  | Внутренний                                                                            | IBA      | 25 октября израильский вещатель внутренним отбором выбрал дуэт. Тим принимал участие в детской «Новой Волне» и «Голос. Дети» на Украине. Шира известна в израильской публике, приняв участие в третей серии Музыкальной школы. |
| Ирландия   | 6 ноября    | Junior Eurovision Éire 2016                                                           | TG4      | 6 мая 2016 стало известно, что телеканал TG4 начал подготовку отборочного конкурса Junior Eurovision Éire 2016. Прослушивания произойдут в конце июня. Отбор будет проходить в 3 этапа: первый — исполнение двух песен а капелла, на втором начинаются кастинги для телевизионного отбора, и на третьем участники будут разделены на 5 шоу. В финале выиграла Зена Доннелла.                                                                                       |
| Италия     | 11 октября  | Внутренний                                                                            | RAI      | Итальянский вещатель RAI внутренним отбором выбрал Фиамму Боччу, которая приняла участие в последнем сезоне «Ti lascio una canzone». |
| Кипр       | 17 сентября | Внутренний                                                                            | CyBC     | 17 сентября национальный вещатель Кипра внутренним отбором выбрал Йоргоса Михаилидиса из семи участников, представленных в жюри. 3 октября 2016 года была представлена публике песня «Dance Floor». |
| Македония  | 24 июля     | Внутренний                                                                            | MRT      | 24 июля 2016 года македонский вещатель объявил участницу Мартию Станойкович. Она успешно выступила в PINKOVI Star. |
| Нидерланды | 27 мая      | Junior Songfestival 2016                                                              | AVROTROS | 5 февраля 2016 года стало известно, что формат отбора будет изменён — будет проведён отбор для создания группы, которая представит страну на конкурсе. 27 мая 2016 года в финальном отборе выбрали трёх девушек, которые будут сформированы в группу. Песня для конкурса будет выбрана позднее внутренним отбором. 24 мая объявили официальное название трио «Kisses». 1 октября состоялась премьера песни «Kisses and Dancin».                                    |
| Мальта     | 16 июля     | Malta Junior Eurovision Song Contest                                                  | PBS      | До 3 июня общественный вещатель Мальты PBS проводил приём заявок. Всего было отобрано 20 конкурсантов, которые выступят в финале отбора 16 июля. Песня для победителя будет выбрана позднее. Национальный финал выиграла Кристина Магрин с песней «No More Tears». 25 октября состоялся презентация песни страны-хозяйки. |
| Польша     | 15 октября  | Krajowe Eliminacje do Konkursu Eurowizja Junior                                       | TVP      | 30 августа 2016 года польский вещатель TVP официально открыл прием заявок, который продлится до 20 сентября. Финал отбора состоится 15 октября 2016 года. 1 октября телекомпания TVP объявил имена финалистов. Победу одержала Оливия Вечорек.. |
| Россия     | 15 августа  | Национальный отборочный конкурс исполнителей детской песни «Детское Евровидение 2016» | ВГТРК    | С 30 мая по 15 июля прошёл приём заявок на участие в российском отборе. 20 июля в Москве профессиональное жюри выбрало исполнителей, которые прошли в финал отбора. Он состоялся 15 августа в лагере «Артек». Победитель: Софья Фисенко. Песня «Живая вода». 6 октября стало известно, что Россию представить группа «Water of Life Project». В состав группы кроме Софьи Фисенко вошли ещё три участницы — Саша Абрамейцева, а также Кристина и Мадонна Абрамовы. |
| Сербия     | 6 октября   | Внутренний                                                                            | RTC      | 3 октября 2016 года сербский вещатель RTC объявит подробную информацию об исполнителе и выборе песни. 6 октября было объявлено, что Дунья Йеличич представит Сербию, в этот же день состоялся релиз песни «U La La La». |
| Украина    | 10 сентября | Дитяче Євробачення-2016                                                               | НТКУ     | НТКУ начал приём заявок от участников до 10 августа. Полуфинал прошел 13 августа, а финал состоится 10 сентября. 7 сентября объявлен состав жюри и выступление участников в финале. 10 сентября София Роль с песней «Planet Craves For Love» выиграла отбор и будет представлять Украину на Мальте. |

## Другие страны

### Возвращение
- Польша — глава делегации Польши Александр Пак заявил о возвращении в конкурсе. 13 июля Польша подтвердила, что страна вернётся на конкурс после двенадцатилетнего перерыва. Польша последний раз участвовала в 2004 году[44].
- Кипр — Кипр возвращается после финансовых проблем, которые не позволили ему принять участие в конкурсе 2015 года, который проходил в Болгарии.
- Израиль — Национальный вещатель Израиля IBA заявил, что они возможно будут участвовать в конкурсе. 28 сентября Израиль подтвердил своё участие. Израиль последний раз участвовал в 2012 году[45].

### Отказ
- Бельгия — 19 июля 2016 года бельгийский вещатель VRT объявил, что Бельгия не вернётся к участию в конкурсе[46].
- Великобритания — 26 мая 2016 года Великобритания подтвердила, что не планирует возвращения к конкурсу[47].
- Греция — 25 мая 2016 года греческий вещатель ERT подтвердил, что они не планируют возвращения на Детское Евровидение в 2016 году[48].
- Германия — немецкий вещатель заявил, что страна, возможно, дебютирует на конкурсе 2016 года. Германия должна была дебютировать в 2015 году, однако не сделала этого по неизвестным причинам[49]. 20 сентября Германия отказалась дебютировать в 2016 году. Вещатель заявил, что уже слишком поздно выбирать участника[50].
- Дания — 22 ноября 2015 года датский вещатель объявил, что Дания не вернётся к участию в конкурсе[51].
- Латвия — 23 мая 2016 года латвийский вещатель объявил, что Латвия не вернётся к участию в конкурсе[52].
- Молдова — 13 июля 2016 года молдавский вещатель объявил, что Молдова не вернётся к участию в конкурсе[53].
- Норвегия — 24 мая 2016 года норвежский вещатель объявил, что Норвегия не вернётся к участию в конкурсе[54].
- Сан-Марино — 8 июня 2016 года глава делегации Сан-Марино заявил, чтобы их страну представлял участник из другой страны. Только в 2014 году свою страну представляла группа The Peppermints[англ.]. Однако 14 июля вещатель Сан-Марино RTV решил не принимать участие в детском конкурсе 2016 года[55].
- Словения — 24 мая 2016 года стало известно об уходе Словении из конкурса. Причиной ухода стали изменения в правилах конкурса. Дебют состоялся в 2014 году[56].
- Черногория — 30 августа 2016 года черногорский вещатель RTCG объявил, что Черногория уходит из конкурса по финансовой причине[57].
- Чехия — 5 июня 2016 года чешский вещатель ČT объявил, что Чехия не будет дебютировать в 2016 году[58].
- Швейцария — 5 июня 2016 года швейцарский вещатель объявил, что Швейцария не вернётся к участию в конкурсе[58].
- Хорватия — 17 августа 2016 года хорватский вещатель HRT подтвердил, что они не заинтересованы в участии в конкурсе в 2016 году[59].

## Международное голосование и телетрансляция

### Глашатаи
В начале глашатаем объявят результаты голосования национального жюри (986 баллов) 45,95 %. Далее свои баллы объявят экспертное жюри: Мадс Гримстад, Кристер Бьоркман и Jedward (174 балла) 8,1 %. В конце ведущие объявят результаты детского жюри по каждой стране, как «телеголосование» в Евровидение 2016 года (986 баллов) 45,95 % и начиная с 2016 года отменен автоматический 12 баллов. Таким образом победитель может максимум заработать 444 баллов:
- Ирландия — Андреа Ледди
- Армения — Мика (участник Детского Евровидения 2015)
- Албания — Джуна Диздари
- Россия — Михаил Смирнов (участник Детского Евровидения 2015)[63]
- Мальта — Гайя Кауки (победитель Детского Евровидения 2013)
- Болгария — Милен Павлов
- Северная Македония — Антония Димитриевска
- Польша — Николетта Влодарчик
- Беларусь — Руслан Асланов (участник Детского Евровидения 2015)[64]
- Украина — Анна Тринчер (участница Детского Евровидения 2015)[65]
- Италия — Джейд Шиклуна
- Сербия — Томислав Радойевич
- Израиль — Итай Лимор[66]
- Австралия — Себастьян Хилл
- Нидерланды — Аннелоес
- Кипр — Лукас Деметриу
- Грузия — Элене Стуруа

- Джуна Диздари (Албания)
- Мика (Армения)
- Себастьян Хилл (Австралия)
- Руслан Асланов (Беларусь)
- Милен Павлов (Болгария)
- Лукас Деметриу (Кипр)
- Элене Стуруа (Грузия)
- Андреа Ледди (Ирландия)
- Итай Лимор (Израиль)
- Джейд Шиклуна (Италия)
- Антония Димитриевска (Македония)
- Гайя Кауки (Мальта)
- Аннелоес (Нидерланды)
- Николетта Влодарчик (Польша)
- Михаил Смирнов (Россия)
- Томислав Радойевич (Сербия)
- Анна Тринчер (Украина)

### Комментаторы

#### Участвующие страны
- Австралия — без комментатора
- Албания — Андри Джаху (албан. Andri Xhahu)
- Армения — Авет Барсегян (армян. Ավետ Բարսեղյան)
- Беларусь — Джулия Перцова (белор. Джулія Пярцова)[64]
- Болгария — Елена Росберг (бол. Елена Розберг) и Георгий Кушвалиев (бол. Георги Кушвалиев)
- Грузия — Деметре Эргемлидзе (груз. დემეტრე ერგემლიძე)[67]
- Израиль — без комментатора[68]
- Ирландия — Эоган МcДермотт (англ Eoghan McDermott)
- Италия — Симон Лижуе (итал. Simone Lijoi) и Лаура Карусино Вигнера (итал. Laura Carusino Vignera)[69].
- Кипр — Кириакос Пастидес (греч. Κυριάκος Παστίδη)
- Северная Македония — Эли Танасковска (макен. Eli Tanaskovska )
- Мальта — без комментатора
- Нидерланды — Ян Смит (нидер. Jan Smit)
- Польша — Артур Орцех (польс. Arthur Ortseh)
- Россия — Липа Тетерич
- Сербия — Силвана Груич (серб. Silvana Grujić)[70]
- Украина — Тимур Мирошниченко (укр. Тимур Мірошниченко)

#### Не участвующие страны
- Великобритания — Эван Спенс (англ. Ewan Spence), Лиза-Джейн Льюис (англ. Lisa-Jayne Lewis), Шарлин Райт (англ. Sharleen Wright) и Бен Робертсон (англ. Ben Robertson)[71][72]
- Германия — Томас Мор (нем. Thomas Mohr)[73]
- Новая Зеландия — Эван Спенс (англ. Ewan Spence), Лиза-Джейн Льюис (англ. Lisa-Jayne Lewis), Шарлин Райт (англ. Sharleen Wright) и Бен Робертсон (англ. Ben Robertson)[72]
- Сингапур — Эван Спенс (англ. Ewan Spence), Лиза-Джейн Льюис (англ. Lisa-Jayne Lewis), Шарлин Райт (англ. Sharleen Wright) и Бен Робертсон (англ. Ben Robertson)[72]
- Словения — Андрей Хофер (словен. Andrej Hofer)[74]
- США — Эван Спенс (англ. Ewan Spence), Лиза-Джейн Льюис (англ. Lisa-Jayne Lewis), Шарлин Райт (англ. Sharleen Wright) и Бен Робертсон (англ. Ben Robertson)[72]

### Телетрансляция

#### Участвующие страны
- Австралия — SBS One
- Албания — TVSH, RTSH Muzikë и Radio Tirana
- Армения — Армения 1
- Беларусь — Беларусь 1 и Беларусь 24
- Болгария — БНТ 1, БНТ HD, БНТ World
- Грузия — GPB 1TV
- Израиль — Channel 1
- Ирландия — TG4
- Италия — Rai Gulp
- Кипр — CyBC
- Северная Македония — MRT 1
- Нидерланды — NPO Zapp
- Мальта — TVM2
- Польша — TVP1 и TVP Polonia
- Россия — Карусель
- Сербия — RTS 2
- Украина — UA: Перший

#### Не участвующие страны
- Великобритания — Radio Six International, Fun Kids и 103 The Eye[71]
- Германия — NDR (официальный сайт)[75]
- Новая Зеландия — World Fm 88.2
- Сингапур — 247 Disco Heaven
- Словения — TV SLO 2[75]
- США — KCGW 107.1, WCGD 90.5, KLZY 99.3 и KMJY 88.1